# Поконо Спрингс (Пенсилванија)
Поконо Спрингс (енгл. Pocono Springs) насељено је место без административног статуса у америчкој савезној држави Пенсилванија.

## Демографија
По попису из 2010. године број становника је 926.
| Група             | 2000.    | 2010.       |
| Белци             | 0 (0,0%) | 825 (89,1%) |
| Афроамериканци    | 0 (0,0%) | 32 (3,5%)   |
| Азијати           | 0 (0,0%) | 10 (1,1%)   |
| Хиспаноамериканци | 0 (0,0%) | 47 (5,1%)   |
| Укупно            | 0        | 926         |